# جيري برادلي
جيري برادلي (بالإنجليزية: Jerry Bradley)‏ هو شاعر أمريكي، ولد في 1948.